# Emilia Corsi
Emilia Corsi (Lisbona, 21 gennaio 1870 – Bologna, 17 settembre 1928) è stata un soprano italiano.

## Biografia
Soprano lirico-leggero dalla "vocalità suggestiva per colore e smalto", studiò canto con il padre, il tenore Achille Corsi. Sua madre fu Luigia Marenco, sorella del compositore Romualdo Marenco.
Esordì al Teatro Comunale di Bologna nel 1886 nel ruolo di Micaela in Carmen di Georges Bizet. Nella prima parte della sua carriera si impose come soprano lirico leggero nelle opere Rigoletto, Il barbiere di Siviglia, La sonnambula. Nella seconda parte della sua carriera, con l'irrobustirsi del volume e del timbro vocale, si cimentò in ruoli drammatici come: Otello, Manon Lescaut, La Gioconda, Cavalleria rusticana. Incise per importanti case discografiche dell'epoca varie arie d'opera, oggi rimasterizzate in CD. Ritiratasi dalle scene nel 1912, aprì una scuola di canto a Bologna ed ebbe tra i suoi allievi i tenori Angelo Minghetti ed Ettore Cesa Bianchi. Era anche la nipote del tenore Emilio Naudin.

## Repertorio
- Gaetano Donizetti
  - Don Pasquale (Norina)
  - Lucia di Lammermoor (Lucia)
- Gioachino Rossini
  - Il barbiere di Siviglia (Rosina)
- Domenico Cimarosa
  - Il matrimonio segreto (Carolina)
- Giuseppe Verdi
  - Rigoletto (Gilda)
  - La traviata (Violetta Valéry)
  - Il trovatore (Leonora)
  - Otello (Desdemona)
  - Ernani (Elvira)
- Vincenzo Bellini
  - La sonnambula (Amina)
  - I puritani (Elvira)
- Amilcare Ponchielli
  - La Gioconda (Gioconda)
- Pietro Mascagni
  - Cavalleria rusticana (Santuzza)
  - L'amico Fritz (Suzel)
- Giacomo Puccini
  - Manon Lescaut (Manon)
  - La bohème (Mimì)
- Ruggero Leoncavallo
  - Pagliacci (Nedda)
- Umberto Giordano
  - Andrea Chénier (Maddalena)
- Arrigo Boito
  - Mefistofele (Margherita)
- Arturo Buzzi-Peccia
  - La forza d'amore (Giuliana)
- Richard Wagner
  - L'olandese volante (Mary)
  - La Valchiria (Siglinda)
- Jules Massenet
  - Werther (Sofia)
  - Manon (Manon)
- Daniel Auber
  - Fra Diavolo (Zerlina)
- Ambroise Thomas
  - Mignon (Filina)
- Georges Bizet
  - I pescatori di perle (Leila)
- Giacomo Meyerbeer
  - Gli ugonotti (Margherita)
- Pëtr Il'ič Čajkovskij
  - La dama di picche (Lisa)